# Крутой (Амурская область)
Крутой — упразднённый посёлок в Магдагачинском районе Амурской области России. Исключён из учётных данных в 1974 году.

## География
Урочище находится в центральной части Амурской области, на левом берегу реки Луговая (приток реки Магдагачи, на расстоянии примерно 7 километров (по прямой) к северо-западу от поселка Магдагачи.

## История
Решением Амурского исполкома от 7 июня 1974 года № 253, посёлок Крутой исключён из учётных данных как несуществующее.